# Historia Alejandra Mayty
Historia Alejandra Mayty, powieść peruwiańskiego pisarza Maria Vargasa Llosy, po raz pierwszy opublikowana w 1984 roku pod tytułem Historia de Mayta. 
Narrator powieści próbuje zrekonstruować losy tytułowego bohatera. W 1958 roku był on trockistą, próbował wywołać rewolucję, w następnych latach kilka razy był aresztowany. W chwili rozpoczęcia poszukiwań, ćwierć wieku później, jest już postacią anonimową i zapomnianą. Narrator spotyka się z kolejnymi rozmówcami, znającymi Maytę w różnych okresach jego życia. Otrzymany obraz jest pełen dziur i niekonsekwencji, ale poszukiwanie prawdziwej tożsamości Mayty pozwala Llosie ukazać historię Peru, a zwłaszcza niebagatelną rolę przemocy w dziejach jego ojczyzny.